# Великое (Шептицкий район)
Великое (укр. Велике) — село в Сокальской городской общине Шептицкого района Львовской области Украины.
Население по переписи 2001 года составляло 274 человека. Занимает площадь 0,23 км². Почтовый индекс — 80005. Телефонный код — 3257.

## История
В 1946 г. Указом ПВС УССР хутор Вольна-Поторицкая переименован в Великий.